# Талица (приток Сеймны)
Талица — река в России, протекает в Вичугском районе Ивановской области. Устье реки находится в 4,1 км по левому берегу реки Сеймна. Длина реки составляет 12 км.
Исток реки находится около деревни Булатиха в 14 км к юго-востоку от центра города Вичуга. Река течёт на юго-запад. На реке расположены населенные пункты Кашино, Овиново, Котельцы, Тропинское, Волынево. Впадает в Сеймну ниже деревни Тропинское.

## Данные водного реестра
По данным государственного водного реестра России относится к Окскому бассейновому округу, водохозяйственный участок реки — Клязьма от города Ковров и до устья, без реки Уводь, речной подбассейн реки — бассейны притоков Оки от Мокши до впадения в Волгу. Речной бассейн реки — Ока.
По данным геоинформационной системы водохозяйственного районирования территории РФ, подготовленной Федеральным агентством водных ресурсов:
- Код водного объекта в государственном водном реестре — 09010301112110000033655
- Код по гидрологической изученности (ГИ) — 110003365
- Код бассейна — 09.01.03.011
- Номер тома по ГИ — 10
- Выпуск по ГИ — 0